# سمك الوثاب
أسماك الوثاب تنتمي لشعبة الحبليات السمكية ، وتستوطن المياه الضحلة في خليج المكسيك وساحل المحيط الأطلسي الجنوبي في الولايات المتحدة ، وفي المحيط الهادي والمحيط الهندي ، وتتغذى على افتراس الأسماك الصغيرة والربيان وتسبح بصحبة كائنات مفترسة كبيرة ، وتقليديا لا تُعد أسماك الوثاب وجبة طعام ، لكن مع ظهور تربية أسماك الوثاب على نحو واسع أصبحت أسماكًا شائعة في السوق ، وهي ذات دهن معتدل ومذاقها يشبه طعم السمكة الزرقاء.